# Pokal Nogometne zveze Slovenije 2013-2014
La Pokal Nogometne zveze Slovenije 2013./14. (in lingua italiana: Coppa della federazione calcistica slovena 2013-14), detta semplicemente Pokal Slovenije 2013./14., fu la ventitreesima edizione della coppa nazionale di calcio della Repubblica di Slovenia.
A vincere fu il Gorica, al suo terzo titolo nella competizione.

Questo successo diede ai goriziani l'accesso al terzo turno di qualificazione della UEFA Europa League 2014-2015.
Vi furono 4 capicannonieri con 4 reti ciascuno:
Elvis Bratanovič, Matej Podlogar e Mate Eterović (tutti del Rudar Velenje) e Dino Kresinger (Zavrč).

## Partecipanti
Le 10 squadre della 1. SNL 2012-2013 sono ammesse di diritto. Gli altri 18 posti sono stati assegnati alle vincitrici e alle finaliste delle 9 coppe inter–comunali.

Il Mura 05 è fallito durante l'estate 2013 e non è stato rimpiazzato.
| Ammesse di diritto                                                                                            | Coppe inter–comunali | Coppe inter–comunali | Coppe inter–comunali | Coppe inter–comunali |
| Ammesse di diritto                                                                                            | Associazione         | Squadre              | Squadre              |                      |
| --- | -------------------- | -------------------- | -------------------- | -------------------- |
| - Aluminij - Celje - Domžale - Gorica - Koper - Maribor - Olimpia Lubiana - Rudar Velenje - Triglav - Mura 05 | MNZ Lubiana          | Krka                 | Radomlje             |                      |
| - Aluminij - Celje - Domžale - Gorica - Koper - Maribor - Olimpia Lubiana - Rudar Velenje - Triglav - Mura 05 | MNZ Maribor          | Dravograd            | Dobrovce             |                      |
| - Aluminij - Celje - Domžale - Gorica - Koper - Maribor - Olimpia Lubiana - Rudar Velenje - Triglav - Mura 05 | MNZ Celje            | Šmartno              | Dravinja             |                      |
| - Aluminij - Celje - Domžale - Gorica - Koper - Maribor - Olimpia Lubiana - Rudar Velenje - Triglav - Mura 05 | MNZ Capodistria      | Jadran Dekani        | Ankaran Hrvatini     |                      |
| - Aluminij - Celje - Domžale - Gorica - Koper - Maribor - Olimpia Lubiana - Rudar Velenje - Triglav - Mura 05 | MNZ Nova Gorica      | Tolmin               | Brda                 |                      |
| - Aluminij - Celje - Domžale - Gorica - Koper - Maribor - Olimpia Lubiana - Rudar Velenje - Triglav - Mura 05 | MNZ Murska Sobota    | Radenska Slatina     | Veržej               |                      |
| - Aluminij - Celje - Domžale - Gorica - Koper - Maribor - Olimpia Lubiana - Rudar Velenje - Triglav - Mura 05 | MNZ Lendava          | Odranci              | Turnišče             |                      |
| - Aluminij - Celje - Domžale - Gorica - Koper - Maribor - Olimpia Lubiana - Rudar Velenje - Triglav - Mura 05 | MNZ Goreniska-Kranj  | Šenčur               | Bled                 |                      |
| - Aluminij - Celje - Domžale - Gorica - Koper - Maribor - Olimpia Lubiana - Rudar Velenje - Triglav - Mura 05 | MNZ Ptuj             | Drava Ptuj           | Zavrč                |                      |

### Calendario
| Turno       | Date                                                                 | Partite | Club    |
| ----------- | -------------------------------------------------------------------- | ------- | ------- |
| Primo turno | 20-21 agosto 2013                                                    | 11      | 27 → 16 |
| Ottavi      | 18 settembre - 30 ottobre 2013                                       | 8       | 16 → 8  |
| Quarti      | 23 ottobre 2013 - 30 ottobre 2013 13 novembre 2013 - 4 dicembre 2013 | 8       | 8 → 4   |
| Semifinali  | 26 marzo 2014 - 2 aprile 2014                                        | 4       | 4 → 2   |
| Finale      | 21 maggio 2014                                                       | 1       | 2 → 1   |

## Primo turno
Data la mancata iscrizione del Mura 05, il Drava Ptuj passa automaticamente il turno.
| Squadra 1       | Risultato   | Squadra 2        |
| --------------- | ----------- | ---------------- |
| 20 agosto 2013  |             |                  |
| Slatina Radenci | 0 – 2       | Gorica           |
| 21 agosto 2013  |             |                  |
| Brda            | 1 – 2 (dts) | Ankaran Hrvatini |
| Veržej          | 4 – 2       | Triglav          |
| Odranci         | 0 – 2       | Šmartno          |
| Dravinja        | 1 – 3       | Radomlje         |
| Dekani          | 2 – 3       | Šenčur           |
| Dravograd       | 2 – 1       | Tolmin           |
| Krka            | 3 – 0       | Koper            |
| Turnišče        | 0 – 7       | Aluminij         |
| Bled            | 0 – 8       | Zavrč            |
| Dobrovce        | 0 – 9       | Rudar Velenje    |

## Ottavi di finale
Entrano le 4 squadre impegnate nelle coppe europee (Maribor, Celje, Olimpija e Domžale).
| Squadra 1         | Risultato | Squadra 2       |
| ----------------- | --------- | --------------- |
| 18 settembre 2013 |           |                 |
| Šmartno           | 1 – 2     | Aluminij        |
| Drava Ptuj        | 0 – 4     | Domžale         |
| Ankaran Hrvatini  | 0 – 5     | Olimpia Lubiana |
| Dravograd         | 0 – 4     | Gorica          |
| Rudar Velenje     | 4 – 0     | Krka            |
| Celje             | 4 – 0     | Zavrč           |
| Šenčur            | 2 – 1     | Veržej          |
| 30 ottobre 2013   |           |                 |
| Radomlje          | 1 – 4     | Maribor         |

## Quarti di finale
| Squadra 1       | Totale | Squadra 2 | Andata     | Ritorno    |
| --------------- | ------ | --------- | ---------- | ---------- |
|                 |        |           | 23.10.2013 | 30.10.2013 |
| Aluminij        | 1 – 4  | Gorica    | 0 – 1      | 1 – 3      |
| Rudar Velenje   | 7 – 1  | Celje     | 4 – 0      | 3 – 1      |
|                 |        |           | 23.10.2013 | 06.11.2013 |
| Olimpia Lubiana | 2 – 1  | Domžale   | 2 – 0      | 0 – 1      |
|                 |        |           | 13.11.2013 | 04.12.2013 |
| Šenčur          | 3 – 6  | Maribor   | 2 – 5      | 1 – 1      |

## Semifinali
| Squadra 1     | Totale | Squadra 2       | Andata     | Ritorno    |
| ------------- | ------ | --------------- | ---------- | ---------- |
|               |        |                 | 26.03.2014 | 02.04.2014 |
| Rudar Velenje | 1 – 3  | Gorica          | 0 – 1      | 1 – 2      |
| Maribor       | 2 – 1  | Olimpia Lubiana | 1 – 0      | 1 – 1      |

## Finale
| Arbitro: | Damir Skomina (Capodistria) |

|  |           |                    |
|  | Marcatori | 79’, 86’ Finocchio |

| Maribor | Gorica |

### Formazioni
| Maribor: (4-4-2) |    |                     |     |     |
|                  |    |                     |     |     |
| P                | 35 | Jasmin Handanovič   |     |     |
| D                | 6  | Martin Milec        |     |     |
| D                | 26 | Aleksander Rajčevič |     |     |
| D                | 44 | Arghus              |     |     |
| D                | 28 | Mitja Viler         |     |     |
| C                | 20 | Goran Cvijanovič    |     | 76’ |
| C                | 70 | Aleš Mertelj        |     | 80’ |
| C                | 5  | Željko Filipović    |     |     |
| C                | 22 | Dare Vršič          |     |     |
| A                | 9  | Marcos Tavares (c)  |     |     |
| A                | 17 | Nusmir Fajić        | 44’ |     |
| A disposizione:  |    |                     |     |     |
| P                | 1  | Aljaž Cotman        |     |     |
| D                | 7  | Aleš Mejač          |     |     |
| D                | 36 | Žiga Živko          |     |     |
| C                | 21 | Amir Dervišević     |     |     |
| C                | 39 | Damjan Bohar        |     | 76’ |
| C                | 92 | Matic Črnic         |     |     |
| A                | 14 | Jean-Philippe Mendy |     | 80’ |
| Allenatore:      |    |                     |     |     |
| Ante Šimundža    |    |                     |     |     |

| Gorica: (4-3-3) |    |                     |       |     |
|                 |    |                     |       |     |
| P               | 71 | Alex Cordaz         |       |     |
| D               | 36 | Alessandro Favalli  |       |     |
| D               | 62 | Marco Modolo        |       |     |
| D               | 73 | Abel Gigli          | 59’   |     |
| D               | 31 | Ronaldo Vanin       |       |     |
| C               | 7  | Amedej Vetrih (c)   |       | 85’ |
| C               | 55 | Luca Berardocco     | 68’   |     |
| C               | 61 | Gianvito Misuraca   |       |     |
| A               | 10 | Gianluca Lapadula   |       | 82’ |
| A               | 9  | Massimo Coda        |       |     |
| A               | 18 | Filippo Boniperti   |       | 73’ |
| A disposizione: |    |                     |       |     |
| P               | 88 | Ivan Cacchioli      |       |     |
| D               | 8  | Matija Širok        |       |     |
| D               | 27 | Alen Jogan          |       | 82’ |
| C               | 21 | Francesco Finocchio | 90+3’ | 73’ |
| C               | 50 | Vicente             |       | 85’ |
| C               | 90 | Marshal Johnson     |       |     |
| A               | 32 | Daniele Bazzoffia   |       |     |
| Allenatore:     |    |                     |       |     |
| Luigi Apolloni  |    |                     |       |     |